# 스탠드 업!!
《스탠드 업!!》(영어: Stand Up!!)은 일본 TBS에서 2003년 7월 4일부터 9월 12일까지 방송된 일본의 텔레비전 드라마이다.
도쿄도의 도고(주로 도고시 공원 상가)를 무대로, 동정 졸업을 목표로 하는 4명의 고교생들의 이야기를 주축으로 현재 고등학생이 갖고 있는 성에 대한 생각들을 유쾌, 코믹, 진지하게 다룬 청춘 코미디이다.
캐치프레이즈는 〈"섹스하고 싶다! 어른이 되고 싶다!"〉

## 스토리
부끄럼 많지만, 자상한 아사이 쇼헤이(니노미야 카즈나리). 그룹에서는 유일하게 여자친구가 있는 이와사키 켄고(야마시타 토모히사). 가만이 있으면 멋진 녀석이지만, 다혈질 캐릭터인 우다가와 하야토(나리미야 히로키). 여자 앞에서만 서면 이상하게 폼 잡고 딱딱해지는 에나미 코지(오구리 슌). 이 4명이 모이는 아지트는 켄고의 어머니가 경영하는 러브 호텔의 어느 룸. 한참 성에도 예민한 나이인 이들은 틈만 나면 성에 관심을 갖고 이들을 틈만 나면 방해하는 무리가 있으니 바로 상점가의 어른들. 회장인 에나미 쇼지가 이끄는 부녀회가 내건 슬로건은 ‘불순이성교제반대!’
2003년 여름. 1학기의 종업식을 앞둔 어느 날. 어느 사건을 계기로 쇼헤이 무리 넷은 ‘라스트 4’=’학년에서 아직 경험이 없는, 최후의 네 명’이라는 사실을 발각된다! 여름방학 그들의 앞에 돌연 나타난 것은 11년 전에 이사갔던, 어릴 적 친구인 오오와타 치에(스즈키 안). 쇼헤이의 부모님이나 누나의 권유도 있고 치에는 여름방학을 쇼헤이의 집에서 보내기로 한다.
또한 상점가에도 항렬의 여름축제날이 다가오고 있었다. 부녀회는 선생님들까지 끌어 들어 풍기문란 단속을 위한 순회경비체제를 정비하고, 한편, 4명은 하야토의 제안으로 하나의 맹세를 하고 있었다. 그리고 드디어 여름축제의 밤이 왔다!

## 등장 인물

### 순결 보존회
- 니노미야 카즈나리 - 아사이 쇼헤이 (17세)
- 야마시타 토모히사 - 이와사키 켄고 (17세)
- 스즈키 안 - 오오와타 치에 (17세) (어린 시절: 미야마 카렌)
- 나리미야 히로키 - 우다가와 하야토 (17세)
- 오구리 슌 - 에나미 코지 (17세)

### 상가 사람들
- 카타히라 나기사 - 아사이 토모코 (48세)
- 단타 야스노리 - 아사이 쿄헤이 (49세)
- 니시다 나오미 - 아사이 유리코 (28세)
- 스기타 카오루 - 이와사키 키미코 (40세)
- 사카이 토시야 - 우다가와 노부히토 (47세)
- 시미즈 메구미 - 우다가와 사치코
- 시미즈 쇼고 - 에바 쇼지 (51세)
- 카츠 마타유키 - 에바 히데코
- 마츠모토 리오 - 토미나가 시호 (22세)
- 게키단 히토리 - 타치바나 히로미
- 마루오카 쇼지 - 나카무라

### 도고시 고등학교 교사
- 마토바 코지 - 기무라 미츠히코 (35세)
- 카토 타카코 - 사사키 루미코 (31세)
- 샤쿠 유미코 - 모치즈키 이스즈 (24세)

### 도고시 고등학교 학생들
- 키쿠다 타카유키 - 타나카 마모루 (17세)
- 벡키 - 카가 엘렌 (17세)
- 우에노 나츠히 - 후지사와 소노코 (17세)
- 무라노 미아 - 쿠라타 미치코 (17세)
- 미즈노 유카리 - 사이토 테루미 (17세)
- 아키나 - 사쿠라이 마키코 / 마키 (17세)
- 아시나 세이 - 우에하라 미치코 (17세)
- 요코 - 하마노 쿄코 (17세)
- 마코토 - 기다 아키코 (17세)

### 그외 인물
- 츠카모토 타카시 - 쿠메 나오야 (17세)
- 야마모토 아즈사 - 야마 카오루
- 이시카와 카나 - 이마무라 사오리
- 사토 지로 - 유흥 업소 점장 / 우편 집배원 / 신주 / 경찰관
- 미즈카와 아사미 - 미유키
- 이와사키 안리 - 키노시타 사나
- 카쿠 토모히로 - 미즈사와
- 이노마타 유키 - 연상의 여성
- DAIGO - 미즈사와

## 제작진
- 각본 : 카네코 아리사
- 프로듀서 : 이시마루 아키히코
- 연출 : 츠츠미 유키히코, 카토 아라타
- 기획 : 우에다 히로키
- 제작 : TBS 엔터테인먼트
- 제작 : TBS

## 주제가
- 아라시 〈말보다 소중한 것(言葉より大切なもの)〉 (2003년 9월 3일 발매)

## 방송일 및 부제, 시청률
| 각 화                                     | 방송일          | 부제(원제)         | 부제(풀이)           | 시청률 |
| ----------------------------------------- | --------------- | ------------------ | -------------------- | ------ |
| 제1화                                     | 2003년 7월 4일  | 17歳の性事情       | 17세의 성(性)사정    | 14.0%  |
| 제2화                                     | 2003년 7월 11일 | 秘)お泊まり計画！  | (극비) 외박 계획!    | 12.3%  |
| 제3화                                     | 2003년 7월 18일 | 親達のいない夜！   | 부모님이 안 계신 밤! | 11.6%  |
| 제4화                                     | 2003년 7월 25일 | 緊張の初体験！     | 긴장의 첫 경험!      | 7.5%   |
| 제5화                                     | 2003년 8월 1일  | ついに卒業第一号   | 드디어 졸업 제1호    | 9.7%   |
| 제6화                                     | 2003년 8월 8일  | 火傷しそうな恋！   | 타오를 듯한 사랑!    | 10.4%  |
| 제7화                                     | 2003년 8월 15일 | 純潔 VS 恋愛セレブ | 순결 VS 연애박사     | 7.9%   |
| 제8화                                     | 2003년 8월 22일 | 高校生の妊娠問題   | 고교생의 임신문제    | 8.4%   |
| 제9화                                     | 2003년 8월 29일 | 親友に奪われた恋   | 친구에게 빼앗긴 사랑 | 8.9%   |
| 제10화                                    | 2003년 9월 5일  | 傷だらけの初体験   | 상처투성의 첫 경험   | 11.3%  |
| 최종화                                    | 2003년 9월 12일 | 童貞の夜明け！     | 동정의 여명!         | 9.9%   |
| 평균 시청률: 10.2%                        |                 |                    |                      |        |
| (시청률은 간토 지방·비디오 리서치사 조사) |                 |                    |                      |        |